# لانوسي
لانوسي، (بالإنجليزية: Lanusei)‏، (سردينيا:Lanusèi)  هي بلدية، في مقاطعة نوورو، في إقليم سردينيا.

## السكان
في سنة 1861 بلغ عدد السكان 2٬421 نسمة، وتطور العدد ليصل في سنة 2013 لـ 5٬437 نسمة.
يظهر هذا المخطط البياني تطور النمو السكاني لـ لانوسي